# Mylswamy Annadurai
Mylswamy Annadurai, plus connu sous le nom de Moon Man of India (Homme-Lune de l'Inde), né le 2 juillet 1958 à Kothavadi (en) (Inde),,, est un scientifique indien travaillant en tant que vice-président du Conseil d'État du Tamil Nadu pour la science et la technologie (TNSCST),. Il est également président de la Fondation nationale pour la conception et la recherche (en) (NDRF). Le scientifique travaillait autrefois pour l'Organisation indienne pour la recherche spatiale (ISRO) en tant que directeur du Centre satellitaire de l'organisation pour la recherche spatiale (ISAC) à Bangalore,. Au cours de ses 36 années chez l'ISRO, il a notamment apporté sa contribution aux deux missions spatiales Chandrayaan-1 et Mangalyaan. Annadurai fait également partie du Top 100 Public Intellectuals Poll en 2014 et est à la tête de la liste des innovateurs. Ses travaux sont mentionnés dans les manuels de la Commission de l'enseignement secondaire du Tamil Nadu (en).